# Rendgenska cijev
- A: anoda
- C: katoda
- T: meta na anodi
- W: prozorčić od berilija

- C: katodna žarna nit (-)
- A: anoda (+)
- Win i Wout: ulaz i izlaz vode za hlađenje

Rendgenska cijev je izvor rendgenskog zračenja u današnjim rendgenskim uređajima i strojevima. Danas se upotrebljavaju rendgenske cijevi s užarenom katodom, koje su mnogo učinkovitije u emitiranju elektrona od hladne katode u ionskim cijevima, kao što su bile Crookesova cijev ili Coolidgeova cijev (William David Coolidge).

## Način rada rendgenske cijevi
Maksimalna struja elektrona koja može izaći iz užarene katode (struja zasićenja), jako ovisi o temperaturi katode. Žarna nit rendgenske cijevi izrađuje se od volframa, koji ima visoko talište (3422 ºC), pa ne dolazi do prevelikog isparavanja katode kod radnih temperatura od 2500 ºC. Obično se radi u području od 2200 do 2500 ºC, što omogućuje trajanje rendgenskih cijevi do 4000 radnih sati.
Katoda se može izvesti u obliku spirale ili zavojnice. Iz zavojnice elektroni bivaju usmjereni u usko žarište pomoću žarišne elektrode prema anodi, tako da padaju na vrlo usko područje anode koje se naziva žarište. Žarišna elektroda stvara električno polje između katode i anode, koje omogućuje usnopljavanje elektrona prema anodi. Razmak između anode i katode nije velik, oko 10 mm, pa se mjesto na anodi zbog toga, a i zbog oštrog usnopljavanja kod viših anodnih napona i jačih električnih struja, jako zagrijava (katkad do užarenja). Zato treba da se anoda, čak i kod malo većih snaga, prisilno hladi. Za sasvim male snage hladi se zrakom, dok se kod većih snaga hladi uljem ili vodom. Osim toga, mjesto gdje elektroni pogađaju anodu, izrađeno je od volframa, koji uz visoko talište ima i relativno velik atomski broj (Z = 74), što povećava stupanj iskorištenja. 
Tuljac oko same anode služi za sprječavanje raspršivanja rendgenskog zračenja izvan užeg područja. Prolaz rendgenskog zračenja kroz tuljac olakšan je prozorčićem od berilija, koji vrlo dobro propusta rendgensko zračenje, zbog svog vrlo malog atomskog broja (Z = 4). Berilijski prozorčić se stavlja i na vanjsko staklo rendgenske cijevi. Kako se samo oko 1% uložene energije pretvara u rendgensko zračenje, a ostatak od 99% pretvara u toplinu, to se anoda jako zagrijava. Volframska anoda zagrijava se na temperaturu do 1500 ºC, a bakrena anoda do 800 ºC. Ako se rendgenskom cijevi žele postići veće energije zračenja, onda uz veće dimenzije anode treba odvoditi toplinu, kako se anoda ne bi pregrijala i rastalila. Hladi se najčešće protokom ulja ili vode u zatvorenom rashladnom sustavu.

### Rendgenska cijev s rotirajućom anodom
Velike snage rendgenske cijevi se mogu postići ako se upotrebljava rotirajuća anoda. Na taj se način zapravo jako proširuje površina anode na koju udaraju elektroni, a i odvođenje topline je bolje (oko 10 puta). Rotacija anode se ostvaruje tako da je anoda na istoj osovini s bakrenim valjkom koji predstavlja kratkospojeni rotor. Stator se postavlja izvan staklenog balona rendgenske cijevi i s rotorom čini asinkroni motor s kratkospojenim rotorom. Stator je načinjen s tri para polova, koji se napajaju trofazno, tako da je brzina vrtnje oko 2 800 okretaj/minuta. Radi još boljeg hlađenja, brzina vrtnje se može povećati za oko tri puta, što iznosi 8400 okretaj/minuta, uz frekvenciju od 150 Hz. Ulje za hlađenje prisilno kruži u zatvorenom krugu. Ta je cijev predviđena za anodne napone do 300 kV. Rendgenske cijevi za ispitivanje kristalne strukture i spektralnu analizu rade s nižim naponima i sve su hlađene vodom.

### Rendgenska cijev za medicinsku radiologiju
U medicinskoj dijagnostici upotrebljavaju se anodni naponi rendgenskih cijevi od 40 do 150 kV. Rendgenske cijevi za stomatološku dijagnostiku rade uz niže napone, od 6 do 40 kV, a nisu dulje od 50 mm. Dijagnostičke rendgenske cijevi najviše se izvode s rotirajućom anodom, a snage mogu biti do 25 kW.

### Rendgenska cijev za rendgensku defektoskopiju
Rendgenska defektoskopija služi za prozračivanje materijala, a to je pronalaženje nehomogenosti materijala, pukotina u odljevcima, varovima kod zavarivanja i drugo, pri čemu ne dolazi do razaranja materijala. Za prozračivanje lakih slitina primjenjuju se naponi do 60 kV, za aluminij od 120 do 150 kV, a za čelik 200 kV, pa čak i više. Uz te napone, jačina električne struje je mala. Tako se mogu proučavati komadi čelika debljine do 60 mm. Za čelik debljine veće od 120 mm, potrebni su anodni naponi i do 400 kV, a za još deblje i do 2000 kV. Za čelik debljine veće od 100 mm, danas se upotrebljava gama zračenje iz radionuklida, kao što je kobalt-60, a za čelik debljine 600 mm upotrebljavaju se akceleratori čestica, kojima energija može biti i 30 MeV.

### Rendgenska cijev za strukturnu analizu materijala
Za strukturne analize materijala upotrebljava se meko rendgensko zračenje. Anodni naponi ne prelaze 70 kV, a obično iznose 40 do 60 kV. Radi se s malim snagama i anodama koje ne rotiraju. Nastoji se što više iskoristiti karakteristično rendgensko zračenje. Kod ispitivanja strukture kristala, snop rendgenskog zračenja karakteristične valne duljine (monokromatsko zračenje) pada na prostornu rešetku kristala, te na osnovi reflektiranog snopa, mogu se utvrditi razmaci među centrima prostorne rešetke d, na osnovi poznate valne duljine rendgenskog zračenja λ i kuta δ upada snopa na kristal:
2 d sin δ = n λ
Na isti način, ako poznamo d prostorne rešetke kristala, može se odrediti valna duljina karakterističnog rendgenskog zračenja. Posebnim filtrima mogu se izdvojiti ostale komponente spektra, tako da ostaje samo monokromatsko zračenje. Ispitivanjem kristalne strukture materijala može se odrediti raspored atoma i molekula u materijalu, što posebno dolazi do izražaja u metalurgiji, kod određivanja sastava slitina, te utjecaja mehaničke i toplinske obrade na takve materijale. 
Da bi se dobilo karakteristično rendgensko zračenje različitih valnih duljina, upotrebljavaju se anode (mete) od raznih materijala, ne samo od volframa. Da se omogući promjena materijala anode, rendgenske cijevi se mogu rastaviti. Te rendgenske cijevi zahtijevaju i sustav sisaljki za stvaranje vakuuma poslije svake promjene anode. Atomski broj Z od kojeg je osnovna anoda mora biti manji od najmanjeg atomskog broja elementa slitine koja se ispituje. Da se što više istakne karakteristično rendgensko zračenje, a potisne kontinuirani spektar zračenja, radi se s nižim naponima, od 20 do 70 kV. Zbog male jakosti zračenja, vrijeme djelovanja zračenja na filmu pri strukturnoj analizi može trajati i više od jednog sata. Za povećanje osjetljivosti filma na rendgensko zračenje upotrebljavaju se ionizacijske komore, scintilatijski detektori s brojačima, poluvodički detektori i drugo.

### Rendgenska cijev za rendgensku spektralnu analizu
Uz optičku spektralnu analizu, u mnogim slučajevima se upotrebljava i rendgenska spektralna analiza, koja omogućava da se odredi svaki pojedini kemijski element prema njegovom karakterističnom spektru. Rendgenski spektar određene tvari može se dobiti na dva načina, i to tako da se ispitivana tvar bombardira elektronima, te ona zrači karakteristično rendgensko zračenje (primarno zračenje) ili tako da se tvar ozračuje rendgenskim zračenjem, pa ona emitira fluorescentno (sekundarno) zračenje.
Za primarno zračenje ispitivani materijal se nalazi utisnut na anodi od bakra ili aluminija, bombardiranoj elektronima. Anode se hlade protočnom vodom. Da bi se ispitivani material mogao mijenjati, rendgenska cijev se može rastaviti i svaki put je potrebno isisati zrak iz cijevi. Da bi se rendgensko zračenje različitih valnih duljina moglo razdvojeno prikazati, pušta se snop zračenja da pada na ravni ili blago savinuti kristal od tinjca ili kalcita, koji se neprekidno giba, tako da snop upada pod različitim kutovima. 
Rendgenske cijevi za fluorescentnu spektralnu analizu imaju dosta velik otvor prekriven berilijem, tako da rendgensko zračenje pada na materijal koji se ispituje, a on opet emitira svoje karakteristično zračenje s drugim valnim duljinama (pobuđuje spektar fluorescencije). Elektroni iz užarene katode, koja je oblika spirale, bombardiraju anodu u prstenastom području (promjera oko 6 mm), odakle emitirano rendgensko zračenje prolazi kroz relativno velik otvor (30 mm), kojemu se u neposrednom okolišu nalazi ispitivani materijal. Ako se želi istaći zakočno rendgensko zračenje, upotrebljava se anoda (meta) većeg atomskog broja. Anoda od bakra hladi se protočnom vodom i uzemljena je, pa se ispitivani uzorak može smjestiti direktno u otvor rendgenske cijevi. Anodni naponi nisu visoki, niži su od 50 kV, ali su struje veće, tako da se na anodi mogu podnijeti snage do 5 kW.

## Povijest

### Crookesova cijev
Prve rendgenske cijevi su nastale iz Crookesovih cijevi, koje je osmislio britanski fizičar i kemičar William Crookes i koristile su se sve do 1920. Kod njih se katoda nije grijala, već se rendgensko zračenje stvaralo ionizacijom preostalog zraka u cijevi. Tlak je u njima bio od 0,005 Pa do 0,1 Pa. Površina anode je bila nagnuta pod određenim kutem, tako da je mogla zračiti rendgensko zračenje sa strane. Katoda je bila konkavna, tako da su elektroni bili usmjereni u vrlo malo žarište (oko 1 mm), pa su slike bile vrlo oštre. Treća elektroda ili antikatoda (platina) je bila spojena na anodu i to je popravljalo kvalitetu snimaka. 
Za rad se koristila istosmjerna električna struja, s naponom od 5 do 100 kV. Crookesove cijevi su bile vrlo nepouzdane, jer bi se preostali zrak upio u stijenke cijevi, pa se tlak s vremenom smanjivao. Na taj način bi porastao napon, stvarajući sve tvrđe rendgensko zračenje (sve manja valna duljina), dok na kraju ne bi prestale raditi. Ponekad su se ubacivale male cjevčice s tinjcem ili liskunom, koji kad bi se grijao, bi ispuštao plin, koji bi oporavio manjak tlaka u cijevi. Staklo na cijevi bi znalo pocrniti, jer bi rendgensko zračenje mijenjalo njegovu strukturu.

### Coolidgeova cijev
1913. je američki fizičar William David Coolidge usavršio Crookesovu cijev, uvodeći užarenu katodu. Radila je s vakuumom od 0,0001 Pa. Užarena katoda je mnogo učinkovitija u emitiranju elektrona od hladne katode u Crookesovoj cijevi. Coolidgeova cijev je radila sa snagama od 0,1 do 18 kW.

## Štetnost rendgenskog zračenja
Spoznaja o štetnosti rendgenskog zračenja kasni za ogromnim entuzijazmom zbog novih dijagnostičkih mogućnosti i prvi liječnici koji primjenjuju rendgensko zračenje obolijevaju od njega, odnosno od njegovih posljedica. Danas radiološka dijagnostika predstavlja najveći umjetni izvor zračenja prosječne populacije u medicini. Mjera zaštite od ionizirajućeg zračenja mora se pridržavati profesionalno osoblje koje to zračenje primjenjuje. Najbolja je zaštita za bolesnika smanjivanje rendgenskih pretraga na razumnu mjeru. 
U radiološkoj dijagnostici zrače uređaji za rendgensko snimanje (primjerice, za snimanje kostiju ili pluća), uređaji za dijaskopiju (primjerice za pregled želuca, irigografija) i uređaji za računalna tomografiju (CT). Magnetska rezonancija i ultrazvuk ne koriste štetno ionizirajuće zračenje za oslikavanje ljudskoga tijela. Ipak, magnetska rezonancija može biti opasna kod metalnih stranih tijela ili ugrađenog pace-makera. Nažalost, niti jedna od metoda ne pokriva sve dijagnostičke potrebe. Odabir dijagnostičke pretrage treba prepustiti liječniku koji će odrediti najkraći put do točne dijagnoze, uz najmanju štetu za zdravlje bolesnika. 
Logičan nastavak na konvencionalnu radiografiju i dijaskopiju su složeniji uređaji koji koriste rendgensko zračenje: uređaj za angiografiju i računalnu tomografiju. Slijede magnetska rezonancija i ultrazvuk, kao najčešće korištena slikovna dijagnostička metoda u suvremenoj medicinskoj praksi.